# Вила і Глибокий Яр
Вила і Глибокий Яр — річка  в Україні, у Калинівському й Липовецькому  районах Вінницької області, права притока Десни   (басейн Південного  Бугу).

## Опис
Довжина річки приблизно 9 км.

## Розташування
Бере  початок на південно-східній стороні від Калинівки. Тече переважно на південний схід через Рівнинне (колишня Слобода Куравська) і на південно-західній стороні від Старої Прилуки  впадає у річку Десну, ліву притоку Південного Бугу.

## Цікаві факти
Витік утворений двома струмками у вигляді вил-двійчатки. У радянські часи (1986 р.) тут розміщувався відстійник відділку "Калинівського" Корделівського елітно-насіннєвого радгоспу.